# Skarðsfjall (kulle i Island, Suðurland)
Skarðsfjall är en kulle i republiken Island. Den ligger i regionen Suðurland, 90 km öster om huvudstaden Reykjavík. Toppen på Skarðsfjall är 328 meter över havet, eller 221 meter över den omgivande terrängen. Bredden vid basen är 4,6 km.
Trakten runt Skarðsfjall är nära nog obefolkad, med mindre än två invånare per kvadratkilometer. Närmaste större samhälle är Flúðir, omkring 15 kilometer nordväst om Skarðsfjall. Trakten runt Skarðsfjall består i huvudsak av gräsmarker.